# Моаска
Моа̀ска (на италиански и на пиемонтски: Moasca) е село и община в Северна Италия, провинция Асти, регион Пиемонт. Разположено е на 260 m надморска височина. Населението на общината е 462 души (към 2010 г.).